# Darius Milhaud

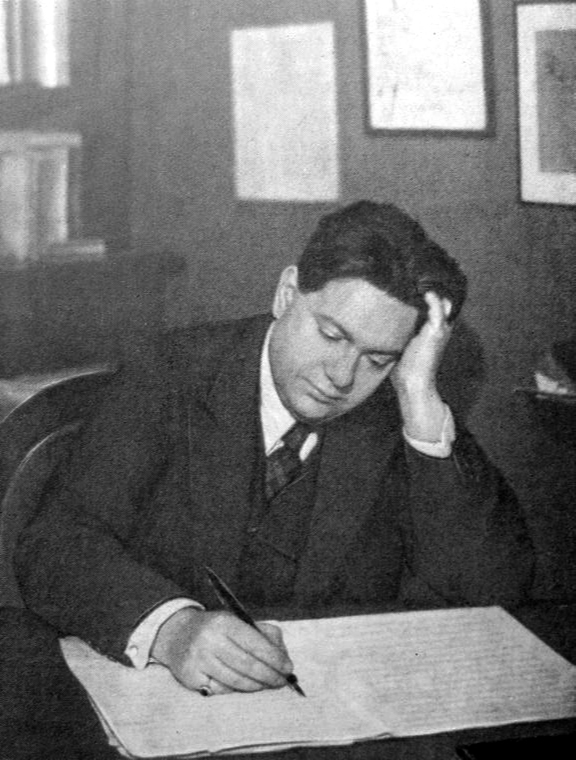
Darius Milhaud um 1926

Darius Milhaud ([miˈjo]; * 4. September 1892 in Marseille; † 22. Juni 1974 in Genf, Schweiz) war ein französischer Komponist.

## Leben
Darius Milhaud stammte aus einer wohlhabenden, alteingesessenen jüdisch-provenzalischen Familie. Er wurde in Marseille geboren und wuchs in Aix-en-Provence auf. Die geografische wie religiöse Herkunft blieben nach eigenem Zeugnis für ihn sein Leben lang von starkem prägenden Einfluss.
Seine systematische Musikerziehung begann im Alter von 7 Jahren mit der Aufnahme von Violinunterricht. Erste eigene Kompositionen entstanden 1905. 1909 setzte er seine Violinstudien am Pariser Konservatorium fort, gab diese aber drei Jahre später zu Gunsten des Komponierens auf. Er studierte bei André Gedalge (Kontrapunkt, Komposition), Charles-Marie Widor (Komposition) und Vincent d’Indy (Dirigieren). In Gedalges Kursen lernte er unter anderem Arthur Honegger und Jacques Ibert kennen. In dieser Zeit entstanden vor allem Lieder nach Gedichten zeitgenössischer französischer Dichter und eine erste Oper (La brebis égarée, 1910–1915).
1912 wurde er mit dem Dichter Paul Claudel bekannt gemacht, mit dem ihn eine lebenslange Freundschaft und künstlerische Zusammenarbeit verbinden sollte.
Als Claudel 1916 als französischer Botschafter in die damalige brasilianische Hauptstadt Rio de Janeiro entsandt wurde, begleitete ihn Milhaud, vom Dienst im Ersten Weltkrieg befreit, als sein Attaché nach Südamerika. Dort lernte er die brasilianische Folklore und Popularmusik kennen, die seine Musik in den folgenden Jahren stark beeinflussen sollte.
1918 kehrte er nach Frankreich zurück. Er hatte Kontakt mit dem Kreis um Jean Cocteau und Erik Satie und gehörte schließlich zur Groupe des Six. Seine Kompositionen brachten ihm erste Erfolge, aber auch Skandale ein.
1925 heiratete er seine Cousine Madeleine. Im Paris der frühen 1930er Jahre traf er sich im Salon der niederländischen Komponistin Rosy Wertheim regelmäßig mit den Komponistenkollegen Barraine, Honegger, Ibert und Messiaen.
Nach Ausbruch des Zweiten Weltkriegs emigrierte Milhaud mit seiner Frau 1940 in die USA und wurde hier bis 1947 Professor am Mills College in Oakland Lehrer für Komposition (bis 1971). Seit 1948 leitete er zusätzlich eine Kompositionsklasse am Konservatorium in Paris (bis 1972). Er unterrichtete in der folgenden Zeit jährlich wechselnd auf beiden Kontinenten. Seinen Unterricht besuchten so unterschiedliche Künstler wie der Jazzmusiker Dave Brubeck, der Minimalist Steve Reich, Burt Bacharach, der Sinfoniker Allan Pettersson und die Avantgardisten Karlheinz Stockhausen, Larry Austin und Iannis Xenakis.
1943 wurde er als Ehrenmitglied in die American Academy of Arts and Letters, 1950 zum Ehrenmitglied der International Society for Contemporary Music ISCM (Internationale Gesellschaft für Neue Musik) und 1959 in die American Academy of Arts and Sciences gewählt. 1967 erhielt er den Ludwig-Spohr-Preis der Stadt Braunschweig. Ab 1972 war Milhaud als Nachfolger von Marcel Dupré Mitglied der Académie des Beaux-Arts. Er war zudem Mitglied der Bayerischen Akademie der Schönen Künste und der Académie royale des Sciences, des Lettres et des Beaux-Arts de Belgique.

## Musik
Milhaud war ein äußerst produktiver Komponist (sein Werkverzeichnis enthält mehr als 400 Einträge), der in allen bedeutenden traditionellen Musikgattungen arbeitete (Oper, sinfonische Musik, Konzerte, Kammer- und Vokalmusik, Lieder).
Er selbst sah sich stark von der Musik des Mittelmeerraumes (besonders der italienischen), dagegen wenig von der deutschen Musik beeinflusst. Bei aller Vielgestaltigkeit seines Werkes ist insgesamt kennzeichnend eine ausgeprägte Melodik, ein ausgeprägter Klangsinn bei weitgehendem Verzicht auf strenge und formale Techniken des Tonsatzes. In der Harmonik verwendet Milhaud häufig Bi-/Polytonalität. Auch Polyrhythmik findet man in seinen Werken. Eines seiner bekanntesten Kammermusikwerke ist Scaramouche für zwei Klaviere, das er für viele Besetzungen arrangierte, unter anderem für Saxophon und Bläserquintett. Von allen Komponisten seiner und älterer Generation, die sich in wenigstens einer Komposition zur Aufgabe machten, den damals neu aufkommenden Jazz oder wenigstens dessen Musizierphänomene in ihre Kompositionen zu integrieren (die bekanntesten unter ihnen waren Strawinski, Hindemith, Schostakowitsch, Satie und Schulhoff), war Darius Milhaud derjenige, der sich dieser Musik als klassischer Komponist am weitesten angenähert hatte.

### Filmmusik
1939 arbeitete er mit Arthur Honegger und Roger Désormière und schrieb die Musik für einen Film von Raymond Bernard mit dem Titel Cavalcade d’amour. Der Film bestand aus drei Teilen, über leichtherzige Männer und die Spielarten der Liebe, die im Jahre 1430, 1830 und 1930 spielten. Jeder der drei Komponisten suchte sich eine Epoche aus, für die er komponierte. Milhaud entschied sich für die Zeit um 1430 und wählte die Geschichte eines Troubadours aus seiner Heimat, René d’Anjou, einem Comte de Provence. König René erholte sich gern in einer windlosen Gegend auf dem Lande unter offenem Himmel beim Picnic. Dieser Ort erhielt den Namen La cheminée du roi René. Diese Filmmusik wurde Milhauds berühmtestes und populärstes Bläserquintett mit imaginären Szenen aus dem Leben des Königs René mit einer Prozession (Cortège), einer Morgenserenade (Aubade) und Jongleuren (Jongleurs), einer Beschreibung der näheren Gegend (La Maousinglade), Bootswettkämpfen auf dem Fluss Arc(Joutes sur l' Arc) einer Jagdszene (Chasse à Valabre) und endet mit einer Nachtszene (Madrigal-Nocturne). Die Uraufführung fand nach Milhauds Flucht an der University of Southern California 1941 durch das San Francisco Wind Quintet statt.
Die Suite d’après Corrette basiert auf einigen Themen des französischen Komponisten Michel Corrette, die Milhaud sehr frei verarbeitete. Sie ist dem Trio d’Anches, einem zur damaligen Zeit sehr berühmten Bläserensemble, gewidmet.
Das Divertissement en trois Parties für Bläserquintett wurde im April 1958 geschrieben. Es ist eine Filmmusik für den Film Gauguin von Alain Resnais. Die Opuszahl ist hier nicht chronologisch. Die Titel der drei Sätze lauten Balance (mit einem provenzalischen Thema), Dramatique (mit extremen Akkorden) und Joyeux (polyrhythmisch). Man spürt besonders im letzten Satz die Verwandtschaft mit seinem 20 Jahre älteren Bläserquintett La cheminée du roi René. Hier wird die musikalische Entwicklung Milhauds in einer Generation mit einem Weltkrieg dazwischen deutlich.
Die Four Sketches für Bläserquintett wurden im gleichen Jahr 1941 wie die Orchesterversion veröffentlicht. Sie beginnen ähnlich wie die Suite d’après Corrette mit einem Thema in der Oboe. Der Titel Pastoral entspricht der Eglogue in der Orchesterversion und kommt hier als dritter Satz nach dem Madrigal.

## Ehrungen
Ihm zu Ehren wurden zahlreiche Konservatorien und Musikschulen in französischen Städten nach ihm benannt, darunter das Conservatoire municipal Darius Milhaud in Paris (XIV.) und das Conservatoire Darius Milhaud in Aix-en-Provence.

## Werke (Auswahl)

### Bücher
- Noten ohne Musik – Eine Autobiographie, München: Prestel Verlag, 1962, revidierte Ausgabe Ma vie heureuse (Mein glückliches Leben), Paris: Belfond, 1973

### Werke für Orchester
- 1919: Le bœuf sur le toit op. 58, Orchesterfantasie; Ballettfassung  nach Jean Cocteau
- 1920: Saudades do Brasil op. 67 (ursprünglich für Klavier), arr. für Orchester
- 1920: Cinq Études pour piano et orchestre op. 63
- 1923: La Création du monde op. 81, Ballettmusik für kleines Orchester
- 1926: Le Carneval d'Aix op. 83b, Fantasie für Klavier und Orchester
- 1937: Suite provençale op. 152b für Orchester
- 1939–1961: 12 Sinfonien
- 1941: Four Sketches (Sätze: Eglogue. Madrigal, Sobre la Loma, Alameda) für Orchester
- 1944: Cain and Abel op. 241 für Sprecher und Orchester (= 4. Satz der Genesis Suite)
- 1947: Concerto pour Marimbaphone, Vibraphone et Orchestre op. 278
- 1966: Musique pour Lisbonne op. 420

### Werke für Blasorchester
- 1944: Suite française (Sätze: Normandie, Bretagne, Ile de France, Alsace-Lorraine, Provence) op. 248
- 1954: West Point Suite op. 313
- 1960: Deux Marches op. 260
- Introduction et Marche funèbre

### Werke für Klavier
- 1913: Suite op. 8
- 1916: Sonate Nr.1 op. 33
- 1919: Le bœuf sur le toît für Klavier zu vier Händen
- 1920: Le Printemps:II op. 66, 3 Stücke
- 1932: L’Automne op. 115, 3 Stücke
- 1936: Scaramouche op. 165b für zwei Klaviere
- 1948: Paris für vier Klaviere
- 1949: Sonate Nr.2 op. 293
- 1950: Jeu op. 303

### Bühnenwerke
- La Brebis égarée (1910–1914). Roman musical in 3 Akten (20 Bildern). Libretto: Francis Jammes. UA 10. Dezember 1923 Paris (Opéra-Comique)
- L’Orestie d’Eschyle. Trilogie (1913–1922). Libretto: Paul Claudel (nach Aischylos). Szenische UA 24. April 1963 Berlin (Deutsche Oper)
  - Agamemnon (1913). Bühnenmusik für Sopran, Männerchor und Orchester. UA (konzertant) 14. April 1927 Paris (Concerts Straram)
  - Les Choéphores (1915–1916). 7 Bühnenmusiken für Sopran, Bariton, Sprecherin, gemischten Chor, Schlagzeug und Orchester. UA (konzertant) 1919; (szenisch) 27. März 1935, Brüssel (Théâtre de la Monnaie)
  - Les Euménides (1917–1922). Oper in 3 Akten. UA (konzertant) 18. November 1949 Brüssel (Radio INR)
- Les Malheurs d’Orphée. Oper in 3 Akten. Libretto: Armand Lunel (1892–1977). UA 7. Mai 1926 Brüssel (Théâtre de la Monnaie)
- Esther de Carpentras (1925–1927). Opéra bouffe in 2 Akten. Libretto: Armand Lunel. UA (konzertant) 1937 (Radio Rennes); (szenisch) 1. Februar 1938 Paris (Opéra-Comique)
- Le pauvre matelot (Der arme Matrose; 1926). Complainte (Klagelied) in 3 Akten und drei Bildern. Libretto: Jean Cocteau. UA (1. Fassung) 16. Dezember 1927 Paris (Opéra-Comique); (2. Fassung mit Kammerorchester) 15. November 1934 Genf
- Les Opéras-minute (1927). Trilogie. Libretti: Henri Hoppenot (1891–1977)
  - L'Enlèvement d’Europe. 8 Szenen für Soli, Vokalsextett und Orchester. UA 17. Juli 1927 Baden-Baden (Kammermusikfest)
  - L'Abandon d’Ariane. 5 Szenen für Soli, Vokalsextett und Orchester. UA 20. April 1928 Wiesbaden (Staatstheater)
  - La Délivrance de Thésée. 6 Szenen für Soli, Vokalquartett und Orchester. UA 20. April 1928 Wiesbaden (Staatstheater)
- Christophe Colomb (1928). Oper in 2 Akten (27 Bildern). Libretto: Paul Claudel. UA 5. Mai 1930 Berlin (Staatsoper Unter den Linden). 2. Fassung (1954/56): UA (konzertant) 2. Juni 1956 Paris (Théâtre des Champs-Élysées); (szenisch) Juni 1968 Graz (Sommerspiele)
- Maximilien (1930–1931). Historische Oper in 3 Akten (9 Bildern). Libretto: Franz Werfel, Rudolf Stephan Hoffmann, Armand Lunel. UA 5. Januar 1932 Paris (Opéra)
- Médée (1938). Oper in einem Akt (3 Bildern). Libretto: Madeleine Milhaud. UA 7. Oktober 1939 Antwerpen (Opéra Flamand)
- Bolivar (1943). Oper in 3 Akten (10 Bildern). Libretto: Jules Supervielle, Madeleine Milhaud. UA 12. Mai 1950 Paris (Opéra)
- David (1952–1953). Oper in 5 Akten. Libretto: Armand Lunel. UA (konzertant) 1. Juni 1954 Jerusalem; (szenisch) 2. Februar 1955 Mailand (Teatro alla Scala)
- Fiesta (1958). Oper in einem Akt. Libretto: Boris Vian. UA 3. Oktober 1958 Berlin (Deutsche Oper)
- La Mère coupable (1964–1965). Oper in 3 Akten. Libretto: Madeleine Milhaud (frei nach Beaumarchais). UA 13. Juni 1966 Genf (Grand Théâtre de Genève)
- Saint-Louis roi de France (1970). Opern-Oratorium in 2 Teilen. Libretto: Paul Claudel, Henri Doublier. UA (konzertant) 18. März 1972 Rom (RAI); (szenisch) 14. April 1972 Rio de Janeiro (Theatro Municipal)

### Kammermusik
- 1912–1950: 18 Streichquartette

(das 14. und 15. Streichquartett lassen sich sowohl einzeln spielen als auch gemeinsam als Streichoktett aufführen).
- 1918: Sonate für Klavier, Flöte, Klarinette und Oboe op. 47
- 1922: Sonatine für Flöte und Klavier op. 76
- 1927: Sonatine für Klarinette und Klavier op. 100
- 1939: La Cheminée du roi René op. 205 für Bläserquintett
- 1937: Suite d’apres Corrette op. 161b für Oboe, Klarinette und Fagott
- 1935: Pastorale op. 147 für Oboe, Klarinette und Fagott
- 1940: Sonatine für 2 Violinen op. 221
- 1940: Sonatine für Violine und Viola op. 226
- 1941: Two Sketches op. 227b für Bläserquintett
- 1945: Elegie für Violoncello und Klavier op. 251
- 1954: Sonatine für Oboe und Klavier op. 337
- 1958: Divertissement en trois parties op. 299b für Bläserquintett
- Concert d’hiver: Konzert für Posaune und Streichorchester
- Suite Le voyageur sans bagage für Klarinette, Violine und Klavier

### Vokalmusik
- 1919: Machines agricoles op. 56 für eine Gesangsstimme und 7 Instrumentalisten (Vertonung von Texten aus einem Landmaschinenkatalog)
- 6 Sonette, op. 266 für Vokalquartett (SATB)

La barque funeraire
Mort à tout fortune
La peine si le coeur vous a considerées
Bois cette tasse de ténèbres
C’était une chanson
Quel est ton nom?
- 1937: Cantate de la Paix für gemischten Chor a cappella nach Texten von Paul Claudel (SSAATTBB)
- 1939: Incantations, op. 201 für Männerchor nach drei Gedichten von Alejo Carpentier
- 1940: Cantate de la Guerre  nach Texten von Paul Claudel
- Les Deux Cités nach Texten von Paul Claudel (SATB)

Babylon
Elegy
Jerusalem
- 1954: Trois Psaumes de David, op. 339 für gemischten Chor a cappella (SATB)

Psaume 51
Psaume 150
Psaume 114 und 115
- 1972: Promesse de Dieu, op. 438 für gemischten Chor a cappella (SATB)